# Anatole Abragam
Anatole Abragam (5. prosince 1914, Grīva – 8. června 2011, Paříž) byl francouzský fyzik ruského původu, který byl úspěšný v oboru NMR spektroskopie.

## Život
V roce 1925 emigroval s rodinou z Ruska do Francie. V letech 1933 až 1936 studoval na pařížské univerzitě. Po válce pokračoval na École Supérieure d’Électricité a v roce 1950 obdržel titul PhD na Oxford University pod vedením Maurice Pryceho (1913–2003). Roku 1976 se stal čestným členem Merton College a Jesus College na Oxford University. V období 1960 až 1985 působil jako profesor na Collège de France.

## Ocenění
- 1982 Lorentzova medaile
- 1995 Lomonosova zlatá medaile Ruské akademie věd

## Publikace
- Principles of Nuclear Magnetism
- Electron Paramagnetic Resonance of Transisition Ions (spoluautor B. Bleaney), Oxford University Press, 1977
- Time Reversal, autobiografie, Oxford University Press, 1989.